# Dominic Parsons
Dominic Edward Parsons –conocido como Dom Parsons– (Londres, 8 de septiembre de 1987) es un deportista británico que compite en skeleton.
Participó en dos Juegos Olímpicos de Invierno, obteniendo la medalla de bronce en Pyeongchang 2018 y el décimo lugar en Sochi 2014.

## Palmarés internacional
| Juegos Olímpicos | Juegos Olímpicos            | Juegos Olímpicos  | Juegos Olímpicos |
| Año              | Lugar                       | Medalla           | Prueba           |
| ---------------- | --------------------------- | ----------------- | ---------------- |
| 2018             | Pyeongchang (Corea del Sur) | Medalla de bronce | Individual       |